# جنگ در جزیره‌ای از مصر
جنگ در جزیره‌ای از مصر (عربی: المواطن مصري) فیلمی در ژانر ملودرام به کارگردانی صلاح ابوسیف است که در سال ۱۹۹۱ منتشر شد. از بازیگران آن می‌توان به عمر شریف اشاره کرد. این فیلم هفدهمین جشنواره فیلم مسکو راه‌یافت.